# Luis Concha Córdoba
Luis Concha Córdoba (Bogotà, 7 novembre 1891 – Bogotà, 18 settembre 1975) è stato un cardinale e arcivescovo cattolico colombiano.

## Biografia
Nacque a Bogotà il 7 novembre 1891. Suo padre fu presidente della Colombia dal 7 agosto 1914 al 7 agosto 1918.
Papa Giovanni XXIII lo elevò al rango di cardinale nel concistoro del 16 gennaio 1961.
Partecipò a tutte le quattro sessioni del Concilio Vaticano II e al conclave del 1963 che elesse papa Paolo VI.
Morì il 18 settembre 1975 all'età di 83 anni dopo una lunga malattia: è sepolto nella cattedrale metropolitana di Bogotà.

## Genealogia episcopale
La genealogia episcopale è:
- Cardinale Scipione Rebiba
- Cardinale Giulio Antonio Santori
- Cardinale Girolamo Bernerio, O.P.
- Arcivescovo Galeazzo Sanvitale
- Cardinale Ludovico Ludovisi
- Cardinale Luigi Caetani
- Cardinale Ulderico Carpegna
- Cardinale Paluzzo Paluzzi Altieri degli Albertoni
- Papa Benedetto XIII
- Papa Benedetto XIV
- Papa Clemente XIII
- Cardinale Marcantonio Colonna
- Cardinale Giacinto Sigismondo Gerdil, B.
- Cardinale Giulio Maria della Somaglia
- Cardinale Carlo Odescalchi, S.I.
- Cardinale Costantino Patrizi Naro
- Cardinale Lucido Maria Parocchi
- Cardinale Girolamo Maria Gotti, O.C.D.
- Arcivescovo Ismael Perdomo Borrero
- Cardinale Luis Concha Córdoba

La successione apostolica è:
- Vescovo Baltasar Álvarez Restrepo (1949)
- Arcivescovo Rubén Isaza Restrepo (1953)
- Arcivescovo Augusto Trujillo Arango (1957)